# Casquinha da Portela
Otto Enrique Trepte, mais conhecido como Casquinha da Portela (Rio de Janeiro, 1 de dezembro de 1922 – Rio de Janeiro, 2 de outubro de 2018), foi um cantor e compositor brasileiro. Fez parte da ala de compositores da Portela.

## Morte
Morreu em 2 de outubro de 2018, aos 95 anos de idade, vítima de infecção generalizada provocada por insuficiência renal, depois de estar internado por dez dias no Hospital São Matheus, em Bangu, zona oeste do Rio de Janeiro.